# Прапор Смілянського району
Пра́пор Сміля́нського райо́ну — офіційний символ Смілянського району Черкаської області, затверджений 24 листопада 1998 року рішенням 4 сесії Смілянської районної ради.

## Опис
Прапор являє собою прямокутне полотнище малинового кольору зі співвідношенням сторін 2:3, у центрі якого вміщено герб району.

## Символіка
Малиновий — традиційний колір головного козацького прапора.